# Dun Grugaig (Skye)

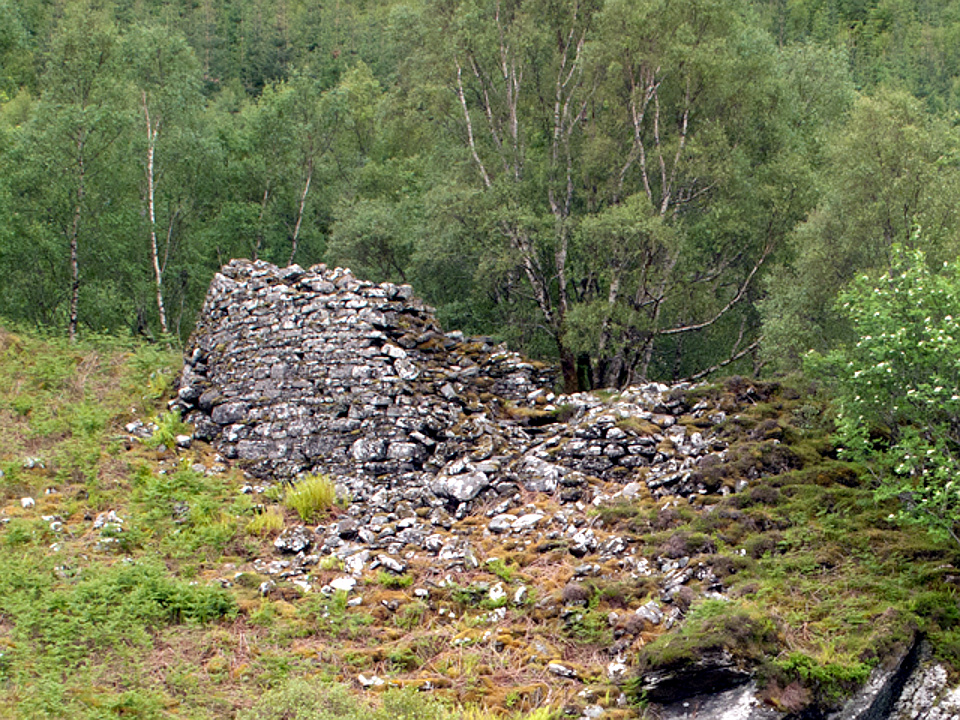
Dun Grugaig

Dun Grugaig ist ein galleriertes Dun von 23 m Länge und einer variierenden Breite von etwa 8,0 bis 11,8 m. Es liegt auf einer schmalen, durch Erosion bedrohten Landzunge in Glasnakille bei Elgol an der Küste der Insel Skye in den Highlands in Schottland. Es ist nicht zu verwechseln mit Dun Grugaig auf dem Festland.
Auf der Landseite im Nordwesten des wie ein Promontory Fort positionierten Dun liegt eine etwa 4,5 m dicken massiven Steinmauer mit einer Resthöhe von über 4,0 m über dem Innenniveau und 2,3 m über der Außenseite. Die Wand der anderen Seiten war anscheinend nur etwa 1,5 m dick. Ihre Innenseite und ein Teilstück der südwestlichen Seite ist völlig zerstört. 
Der Zugang im Zentrum der Nordwestwand ist mit Stürzen in situ nahezu komplett. Der äußere Teil des Ganges ist eingezogen und schmaler als der sehr breite innere. Der Gang hat einen Türanschlag und Balkenlöcher. Ein Teil einer Galerie ist über dem  Zugang auf einer Länge von über 2,0 m erhalten und war scheinbar beidseitig länger. Im Norden der Innenseite führt eine Öffnung zu den ersten drei Stufen einer abgetragenen Treppe, die zur oberen Galerie oder auf die Mauer führte. Die Mauer der Galerie ist teils noch 1,8 m hoch und 1,4 m dick. Die Galerie war mit einer Öffnung versehen, die ins Innere der Mauer führte. 
Einige Steine des Duns sind von beträchtlicher Größe, einer der Grundsteine auf der Außenseite ist über 2,4 m lang. Der äußere Sturz ist auch ein großer Stein. 